# Manḩūsh
Manḩūsh (persiska: منحوش) är en ort i Iran.   Den ligger i provinsen Khuzestan, i den centrala delen av landet, 500 km sydväst om huvudstaden Teheran. Manḩūsh ligger 32 meter över havet och antalet invånare är 357.
Terrängen runt Manḩūsh är platt. Runt Manḩūsh är det ganska tätbefolkat, med 100 invånare per kvadratkilometer. Närmaste större samhälle är Zovīyeh-ye Do, 19,8 km sydväst om Manḩūsh. Omgivningarna runt Manḩūsh är i huvudsak ett öppet busklandskap.